# Ströer (Unternehmen)
Die Ströer SE & Co. KGaA ist ein Konzern mit Sitz in Köln, der vor allem in Deutschland in den Bereichen Außenwerbung, Onlinewerbung, Dialogmarketing, E-Commerce und „Data as a Service“ (Cloud-basierte Software für die Arbeit mit Daten) aktiv ist. Die Aktien des Unternehmens notieren seit Juni 2020 wieder im MDAX. Mit t-online.de, giga.de, kino.de und Watson.de ist Ströer auch im Bereich Informations- und Unterhaltungs-Medien aktiv.

## Konzept und Struktur

Großbild Digitalwerbetafel in Dresden

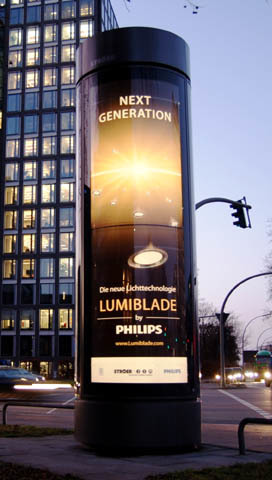
Beispiel für einen vermarkteten Werbeträger: City-Light-Poster

Die Unternehmensgruppe ist vor allem in Deutschland in drei Segmenten tätig:
- Im Bereich der Außenwerbung (traditionell und digital), der als der wichtigste der Unternehmensgruppe gilt,[5] vermarktet und betreibt sie Werbeflächen und Stadtmöblierungselemente in Straßen und an Plätzen sowie an Gebäuden und Verkehrsmitteln. Zu diesen Werbeflächen und -installationen zählen beispielsweise Großflächen-Plakatwände, Litfaßsäulen, Groß-Uhren, City-Light-Poster oder Public-Video-Screens.
- Im Segment der Onlinewerbung und des Dialogmarketings vermarktet die Gruppe einerseits Werbeinhalte in eigenen und fremden Content-Umgebungen. Zu diesem Segment zählen eigene Webseiten wie t-online.de, giga.de oder kino.de sowie fremde Webseiten. Mit Watson.de betreibt die Ströer Next Publishing GmbH ein eigenes Nachrichtenportal.[6] Andererseits betreibt die Gruppe hier auch Callcenter[5] und offeriert E-Mail-, Chat- oder Video-Chat-Dienste.[7]
- Im Segment „Data as a Service“ und E-Commerce konzentriert sich die Gruppe auf die Online-Statistik-Plattform Statista und auf die Kosmetik-Marke und -Plattform AsamBeauty.[8]

Die Ströer SE & Co. KGaA ist eine Holding, die den Konzernverbund steuert und konzernweite Verwaltungs- und Serviceleistungen erbringt, etwa solche im Finanz- und Konzernrechnungswesen, in der Unternehmens- und Kapitalmarktkommunikation, bei den IT-Services, beim Konzerncontrolling und beim Risikomanagement sowie in Fragen von Recht und Compliance.
Zum Jahresende 2021 wurden neben der Holding weitere 83 deutsche und 42 ausländische Tochtergesellschaften per Vollkonsolidierung und fünf deutsche Joint Ventures sowie drei assoziierte Unternehmen per Equity-Methode in den Konzernabschluss einbezogen.
Der obersten Management-Ebene der Gruppe gehören neun Personen an. 16 Personen bilden den Aufsichtsrat.

## Eigentümer und Aktie
Das Grundkapital per 13. Dezember 2023 beträgt 56.706.313 Euro. Die Anteile verteilten sich zu dem Stichtag wie folgt:
- Udo Müller (23,49 %)
- Dirk Ströer (20,03 %)
- ValueAct Holdings GP LLC (15,24 %)
- JPMorgan Chase (12,04 %)
- Allianz SE (9,17 %)
- Streubesitz (19,43 %)

Bei den Aktien handelt es sich um nennwertlose Inhaberstammaktien. Die ISIN lautet DE0007493991, die WKN lautet 749399, das Börsenkürzel ist SAX. Der Börsengang fand am 15. Juli 2010 statt. Seit Juni 2020 zählt die Aktie wieder zum MDAX, dem sie bereits von Dezember 2015 bis September 2018 angehört hatte.

## Zahlen
Kennzahlen der Unternehmensgruppe:
|                           | 2019   | 2020   | 2021   | 2022   | 2023   | 2024   |
| Umsatz (in Mrd. €)        | 1,591  | 1,442  | 1,627  | 1,772  | 1,914  | 2,047  |
| EBITDA (in Mio. €)        | 504,0  | 430,2  | 507,3  | 542,2  | 568,8  | 625,5  |
| Dividende je Aktie (in €) | 2,00   | 2,00   | 2,00   | 2,25   | 1,85   | 2,30   |
| Mitarbeiter               | 12.210 | 10.003 | 10.079 | 10.576 | 11.504 | 11.858 |

## Geschichte

### 1990–2010
Seit 1964 betrieb Heinz W. (Heiner) Ströer (1938–2004) ein Unternehmen für Außenwerbung. Gemeinsam mit Udo Müller gründete er 1990 die Ströer City Marketing, an der Ströer und Müller jeweils 50 Prozent der Anteile hielten. Dieses Unternehmen, Keimzelle der heutigen SE & Co. KGaA, wurde 2002 in die Ströer Out-of-Home Media AG umgewandelt.
Ende 2003 gelang für 270 Mio. Euro die Übernahme der 1922 gegründeten Deutsche Städte-Medien GmbH (DSM). Bis dahin hatten dort 28 Großstädte die Anteile des Marktführers gehalten. 2005 folgte für 140 Mio. Euro der Kauf der Deutschen Eisenbahn-Reklame (DERG, mittlerweile Ströer DERG Media GmbH).

### 2010–2015
Seit Juli 2010 ist die Ströer-Aktie im Prime Standard der Frankfurter Wertpapierbörse notiert. Im November 2011 erwarb Ströer die ECE flatmedia GmbH, eine Tochtergesellschaft der ECE und führender Betreiber von Anzeigeflächen in Einkaufszentren.
Ende 2012 stieg Ströer durch Kauf von vier Unternehmen in das Geschäftsfeld der Online-Werbung ein; drei der erworbenen Gesellschaften stammten aus dem Besitz eines Unternehmens, das Dirk Ströer (Sohn von Heiner Ströer) und Udo Müller gehörte. Von ad pepper media übernahm Ströer 2014 mediasquares, einen Vermarkter im Bereich Produkt- und Dienstleistersuche mit Mandanten wie markt.de, billiger.de, gelbeseiten.de, telefonbuch.de und dasoertliche.de. Im August 2015 berichteten Medien über den Verkauf der Online-Plattform t-online.de und des Digitalvermarkters InteractiveMedia CCSP GmbH durch die Deutsche Telekom an Ströer; der Verkaufswert belief sich auf rund 300 Millionen Euro. 2015 erwarb Ströer auch den nationalen Digitalvermarkter regionaler Tageszeitungen in Deutschland, die OMS Vermarktungs GmbH. Ende des Jahres 2015 folgte schließlich der Kauf des Mehrheitsanteils an Statista.
Im Jahr 2014 hatte das Unternehmen seine Rechtsform von einer AG in eine SE gewandelt, im Jahr darauf folgte der Rechtsformwandel von einer SE in eine SE & Co. KGaA.

### Seit 2016
Am 21. April 2016 veröffentlichte der amerikanische Hedgefonds Muddy Waters einen Report, der die Geschäfte von Ströer heftig kritisierte. Der Aktienkurs fiel daraufhin zeitweilig um gut 30 %. Muddy Waters erklärte, Leerverkäufe der Ströer-Aktie getätigt und so von dem Einbruch profitiert zu haben, weshalb die Staatsanwaltschaft Frankfurt 2017 ein Ermittlungsverfahren gegen den Hedgefonds eröffnete. Da Muddy Waters gegen Veröffentlichungspflichten verstieß, hatte auch die Bafin eine Untersuchung angekündigt. In einer Stellungnahme kritisierte Ströer das Vorgehen von Muddy Waters scharf. Eineinhalb Jahre später galt das Vertrauen des Kapitalmarkts als wieder hergestellt.
Im Juli 2016 stieg Ströer mit 51 Prozent bei BHI Beauty & Health Investment Group Management ein, einem Digital-Commerce-Unternehmen mit wesentlicher Beteiligung am Kosmetikanbieter Asam. Zwei Monate später übernahm Ströer für 4,5 Mio. Euro die niederländische Versandapotheke Vitalsana und den dazugehörigen – in Baden-Württemberg ansässigen – Pharmagroßhändler ApDG, beides ehemalige Schlecker-Töchter. Ströer verfolgte damit unter anderem das Ziel, seine Kosmetik-Eigenmarken direkter vertreiben zu können. Vitalsana ging ein Jahr später an die Muttergesellschaft von DocMorris.
Die Möglichkeiten des Dialogmarketings erschloss Ströer 2017 durch Kauf von Avedo und der Ranger-Gruppe. Anfang 2018 kamen in diesem Callcenter- und Haustürgeschäftsbereich zwei weitere Akquisitionen hinzu: DV-Com und D+S 360.
Bereits Ende 2017 hatte Ströer die UAM Media Group übernommen, die Edgar Freecards vertreibt und mehr als 10.000 digitale Werbebildschirme einbrachte.
Hamburg, Ströer und der Wettbewerber Wall vereinbarten 2018, auf digitalen Werbeflächen im Stadtgebiet bei Bedarf Bevölkerungsschutzwarnungen auszuspielen. Seit 2020 setzt das Unternehmen auch Anwendungen ein, die Klimaschutz und Nachhaltigkeit im Bereich der Außenwerbung berücksichtigen, beispielsweise begrünte Bushaltestellen oder Litfaßsäulen, klimaneutrale Kampagnen sowie luftreinigende oder recycelte Materialien.

## Kritik

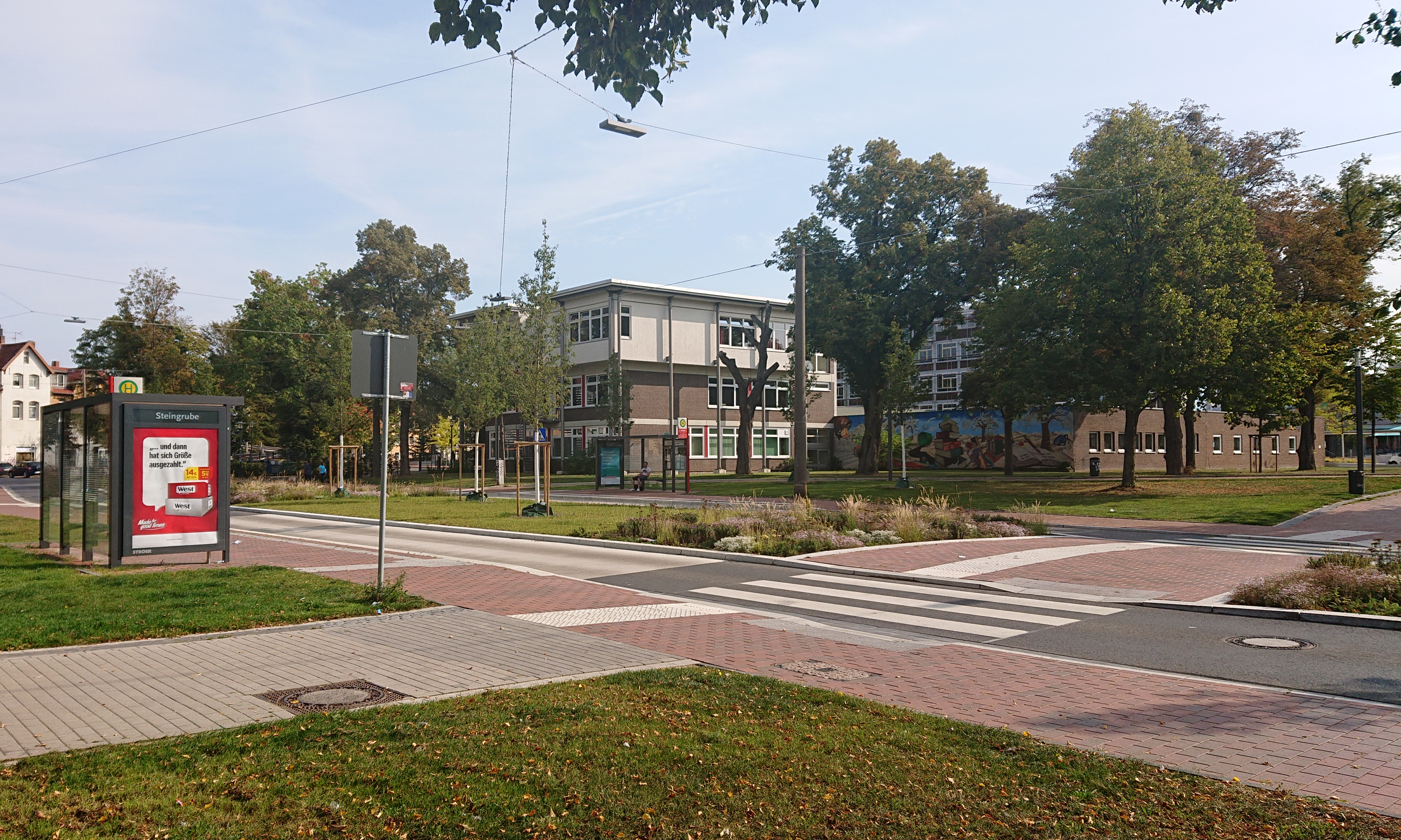
Tabakwerbung auf einer Ströer Media Werbetafel direkt vor einer Schule (2020)

Die Börsen-Zeitung kritisierte 2012 den Kauf von drei Unternehmen, die Dirk Ströer und Udo Müller gehörten, diese Transaktion habe „viel Gschmäckle“. Dieselbe Zeitung wies Mitte 2018 darauf hin, dass Aktionärsschützer eine „fehlende Unabhängigkeit des Aufsichtsrats“ bemängelt hätten, dieser sei von Freunden und Familienmitgliedern der Konzernleiter geprägt.
Im Wahlkampf 2021 buchte David Bendels’ Conservare Communications GmbH eine gegen Bündnis 90/Die Grünen gerichtete Kampagne unter anderem auf Plakatflächen des Unternehmens, welche die Partei in Verbindung mit „Wohlstandsvernichtung“, „Klimasozialismus“ und „Ökoterror“ brachte. Ströer wurde für das Annehmen der Kampagne von vielen Seiten kritisiert und verteidigte die Entscheidung damit, dass man keine Zensur vornehme, solange eine Kampagne sich im rechtlichen Rahmen bewege.
Wegen der Platzierung von Werbeplakaten für Tabakprodukte in der Nähe von Kindergärten und vor Schulen geriet das Unternehmen vielerorts in die Kritik, so u. a. in Mainz bspw. 2019 und 2020. Der Ortsbeirat der SPD kritisierte dabei Verstöße auf Werbeplakaten, die unter anderem Tabakwerbung und sexistische Botschaften zum Inhalt gehabt haben sollen.